# 大友麻衣子
大友 麻衣子（おおとも まいこ、1985年11月17日 - ）は、神奈川県出身の元女子サッカー選手。日本体育大学出身。現役時代のポジションはゴールキーパー。元々はフィールドプレーヤー。高い身体能力と精度の高いロングキックが武器で、飛距離は当時のなでしこGK福元や海堀より上だった。横断幕のキャッチコピーは「轟けキャノン砲  和製チラベルト」。現在はサッカー指導者。

## 来歴

### ユース時代
横浜市立浜中学校1年次から横須賀シーガルズに所属し、神奈川県立磯子高等学校時代の3年間は神奈川県選抜に選出。元々はフィールドプレーヤー。高校3年時にGKへ転向。

### 大学時代
日本体育大学時代は1年次から川澄奈穂美と共にレギュラーとして活躍し、インカレ優勝2回、準優勝1回に貢献する。
2004 AFC U-19女子選手権、日本女子選抜、2007ユニバーシアード日本代表に選出されている。

### アルビレックス新潟レディース時代
大学所属中の2007年に女子特別指定選手として受入先のアルビレックス新潟レディースに所属した後、2008年に入団した。
2011年8月19日なでしこリーグ選抜チームに選抜され、なでしこジャパンとの東日本大震災復興支援チャリティーマッチにスタメンで出場し活躍する。
2008年シーズンから2012シーズンまでのうち復興チャリティーマッチを含め５年連続でなでしこリーグオールスターに出場。
2011年の第33回全日本女子サッカー選手権大会（現皇后杯）で準優勝した。
2008年、2012年にはなでしこチャレンジメンバーに選出。
2012年ロンドン五輪 強化指定選手
2012年シーズンはチームのキャプテンを務めた。
2012年のシーズンをもって27歳のときに現役を引退。

### 指導者時代
2013年、町田ゼルビアスポーツクラブ普及活動部隊「ゼルビアひろめ隊」(スクール)の一員となる。
2014年から埼玉県の尚美学園大学のGKコーチに就任。
2019年チャイニーズ・タイペイ女子代表のGKコーチに就任。
　　　東京五輪アジア二次予選(2019年4月。開催地カタール)に参加。最終予選の切符を掴む。
　　　EAFF E-1 2019(2019年12月。開催地韓国)に参加。なでしこJAPANとも闘った。
　　　東京五輪アジア最終予選(2020年2月。開催地オーストラリア)に参加。グループ3位で本選出場ならず。
　　　2022年FIFAワールドカップアジア予選(2021年10月。開催地バーレーン)に参加。アジアカップ出場の切符を掴む。
　　　AFC WOMEN’S ASIAN CUP INDIA2022(2022年1月～2月。開催地インド)に参加。予選敗退。W杯大陸間プレーオフへ。
2022年、新潟医療福祉大学のGKコーチに就任。

## 個人成績
| 国内大会個人成績 | 国内大会個人成績 | 国内大会個人成績 | 国内大会個人成績 | 国内大会個人成績 | 国内大会個人成績 | 国内大会個人成績 | 国内大会個人成績 | 国内大会個人成績 | 国内大会個人成績 | 国内大会個人成績 | 国内大会個人成績 |
| 年度             | クラブ           | 背番号           | リーグ           | リーグ戦         | リーグ戦         | リーグ杯         | リーグ杯         | オープン杯       | オープン杯       | 期間通算         | 期間通算         |
| 年度             | クラブ           | 背番号           | リーグ           | 出場             | 得点             | 出場             | 得点             | 出場             | 得点             | 出場             | 得点             |
| 日本             | 日本             | 日本             | 日本             | リーグ戦         | リーグ戦         | リーグ杯         | リーグ杯         | 皇后杯           | 皇后杯           | 期間通算         | 期間通算         |
| ---------------- | ---------------- | ---------------- | ---------------- | ---------------- | ---------------- | ---------------- | ---------------- | ---------------- | ---------------- | ---------------- | ---------------- |
| 2007             | 日体大           | 41               | -                | -                | -                | -                | -                | 2                | 0                | 2                | 0                |
| 2007             | 新潟L            | 30               | なでしこ Div.1   | 0                | 0                | 0                | 0                | -                | -                | 0                | 0                |
| 2008             | 新潟L            | 1                | なでしこ Div.1   | 12               | 0                | -                | -                | 2                | 0                | 14               | 0                |
| 2009             | 新潟L            | 1                | なでしこ Div.1   | 21               | 0                | -                | -                | 2                | 0                | 23               | 0                |
| 2010             | 新潟L            | 1                | なでしこ         | 18               | 0                | 3                | 0                | 3                | 0                | 24               | 0                |
| 2011             | 新潟L            | 1                | なでしこ         | 16               | 0                | -                | -                | 4                | 0                | 20               | 0                |
| 2012             | 新潟L            | 1                | なでしこ         | 18               | 0                | 4                | 0                | 0                | 0                | 22               | 0                |
| 通算             | 日本             | 日本             | 1部              | 85               | 0                | 7                | 0                | 11               | 0                | 103              | 0                |
| 通算             | 日本             | 日本             | その他           | -                | -                | -                | -                | 2                | 0                | 2                | 0                |
| 総通算           | 総通算           | 総通算           | 総通算           | 85               | 0                | 7                | 0                | 13               | 0                | 105              | 0                |

- なでしこリーグ初出場 - 2008年5月11日 岡山湯郷Belle戦 (胎内市総合グラウンド陸上競技場)